# RCS MediaGroup
RCS MediaGroup es el principal grupo editorial italiano, con intereses en los negocios de libros, periódicos, radio e Internet. La empresa cotiza en la Bolsa italiana.

## Historia
La Editorial Rizzoli fundada por Angelo Rizzoli, fundador en 1909 de A. Rizzoli & C. y que en 1927 se adentra en el sector editorial con la adquisición de cuatro revistas: "Novella", "Il Secolo Illustrato", "La Donna" e "Commedia".
En 1974, Rizzoli, que publicaba por entonces, los semanarios Oggi, L'Europeo, Annabella y Novella 2000, adquirió a la familia Cespi la Editorial Corriere della Sera.
En 1983 algunos directivos de Rizzoli-Corriere della Sera (Angelo Rizzoli, nieto del fundador, y el administrador delegado Bruno Tassan Din) se vieron envueltos en el escándalo del Banco Ambrosiano y de la P2. Tras una grave crisis financiera, Angelo Rizzoli y su hermano Alberto cedieron la totalidad del grupo editorial: 50% a Gemina (holding perteneciente a la familia Agnelli) y 50% a diferentes accionistas, entre los cuales estaban Meta y Mittel.
En 1986 el grupo pasa a llamarse Rcs Editori y entran en el accionariado Bompiani, Fabbri Editori, Sonzogno y Sansoni.
Por su parte, HdP - Holding di Partecipazioni Industriali nace en 1997 de la escisión de las actividades industriales en el grupo Gemina, esto es, el 100% del grupo editorial RCS, la mayoría del grupo de moda GFT NET, y la compañía de ropa y calzado deportivos Fila.
Tras una primera fase de gestión como holding diversificado, HdP concentró sus intereses en el sector editorial y de las comunicaciones. Tras la escisión de GFT NET y Fila, HdP aprobó un plan de integración con RCS, efectivo desde el 1 de enero de 2003, pasando a denominarse el Grupo RCS MediaGroup desde el 1 de mayo de ese año.
En 2013 el grupo automovilístico italiano Fiat S.p.A. se hace con un 20,55% de las acciones del grupo editorial, convirtiéndose en su principal accionista.

## Participaciones
- RCS Quotidiani publica: Corriere della Sera (también Corriere della Sera Magazine, Io Donna, Style Magazine, CorrierEconomia, ViviMilano, TrovoCasa, Il Mondo y Casamica); La Gazzetta dello Sport.

- RCS Libri publica: Rizzoli, Bompiani, Fabbri Editori, Bur, Sonzogno, Sansoni, La Nuova Italia, Marsilio Editore, Archinto e La Coccinella. Rcs posee además el 48% de Adelphi y de Skira y el 50% de Rizzoli-Longanesi.
- Rcs Periodici publia: los periódicos Oggi, Visto, OK La salute prima di tutto, Novella 2000, Astra, Domenica Quiz, Domenica Quiz Mese, Max, L'Europeo, Newton, Amica, Anna, Brava Casa, Dove, Gulliver, Donna e Mamma, Dolce Attesa, Insieme, Io e il mio bambino, Cipria e Imagine.
- RCS Pubblicità Agencia de publicidad.
- AGR – Agencia de noticias.
- RCS Broadcast controla CNR Radio FM e RIN Digital Radio.

Fuera de Italia RCS es desde principios de 2007, accionista mayoritario (96%) del grupo mediático español Unidad Editorial, editor entre otros de los diarios Marca, El Mundo y Expansión. La operación de compra fue de 1.100 millones de euros.